# Pentti Linkola
Pentti Linkola, né le 7 décembre 1932 à Helsinki et mort le 5 avril 2020 à Valkeakoski, est un écrivain et polémiste finlandais.

## Biographie
Pentti Linkola est le fils de Kaarlo Linkola (en), un botaniste et phytogéographe finlandais.
Le père de Linkola meurt quand il avait neuf ans, après quoi la famille est expulsée de leur logement officiel,. 
En raison de la pauvreté de sa famille, Pentti Linkola est dispensé de payer les frais scolaires.
En 1950, Pentti Linkola obtient son baccalauréat de l'école mixte finnoise d'Helsinki.
Il commencé ses études de zoologie et de botanique à l'université d'Helsinki, mais il abandonne après sa première année.
Selon Pentti Linkola, il a interrompu ses études car il est une personne de l'extérieur et est incapable de travailler à l'intérieur.
De 1952 à 1959, il travaille comme naturaliste indépendant. Il est devenu pêcheur professionnel en 1959 et a pêché à la fois en mer et sur les lacs, depuis 1978 à Vanajavesi. 
Il a vécu à Sääksmäki.
À l'université, il écrit son premier livre à l'âge de 23 ans. Toutefois, ce n'est que quinze ans plus tard qu'il devient un activiste écologique des plus sérieux.

## Idées
Il est présenté comme l'un des inventeurs de l'écofascisme, un radicalisme écologique profond, antidémocratique et eugéniste.[réf. nécessaire]
Pentti Linkola blâme l'Homme pour la dégradation continue de l'environnement. Il prône une diminution rapide de la population humaine par strangulation afin de lutter contre les problèmes couramment attribuées à la surpopulation.[réf. nécessaire] Il est également fortement en faveur de la désindustrialisation et s'oppose à la démocratie, qu'il appelle la « religion de la mort », la considérant comme un agent du capitalisme gaspilleur et de la surconsommation. Il estime que les partisans de la croissance économique ignorent les subtils effets destructeurs que les politiques de marché libre ont induit au cours des deux derniers siècles.[réf. souhaitée]

### Prix
- 1973 : prix de l'information publique
- 1983 : prix Eino Leino (prix littéraire)

## Publications
- Linkola, Pentti & Olavi Hilden, Suuri Lintukirja. Otava, 1955.
- Linkola, Pentti, Isänmaan ja ihmisen puolesta: Mutta ei ketään vastaan. 1960.
- Linkola, Pentti, Pohjolan linnut värikuvin: Elinympäristö. Levinneisyys. Muutto. Otava 1963–67.
- Linkola, Pentti, Unelmat paremmasta maailmasta. Porvoo, WSOY, 1990.
- (fi) Linkola, Pentti, Toisinajattelijan päiväkirjasta, WSOY, 1979 (ISBN 951-0-09514-1) (Prix Eino Leino.)[7]
- Linkola, Pentti & Osmo Soininvaara, Kirjeitä Linkolan ohjelmasta. Porvoo, WSOY, 1986.
- (fi) Linkola, Pentti, Johdatus 1990-luvun ajatteluun, WSOY, 1989 (ISBN 951-0-15940-9)
- Vilkka, Leena (ed.), Ekologiseen elämäntapaan. Helsinki, Yliopistopaino, 1996.
- (fi) Linkola, Pentti, Voisiko elämä voittaa, Tammi, 2005 (ISBN 951-31-3377-X)
- (fi) Linkola, Pentti (trad. Eetu Rautio), Can Life Prevail?: A Revolutionary Approach to the Environmental Crisis [« Voisiko elämä voittaa »], Arktos Media, 2011 (ISBN 1907166637)